# Aleyrodes amnicola
Aleyrodes amnicola là một loài côn trùng cánh nửa trong họ Aleyrodidae, phân họ Aleyrodinae.
Aleyrodes amnicola được Bemis miêu tả khoa học đầu tiên năm 1904.